# كأس إفريقيا للأندية البطلة 1964
كأس إفريقيا للأندية البطلة 1964 هي النسخة الأولى من بطولة دوري أبطال أفريقيا. توج أوريكس دوالا الكاميروني بالبطولة بعد فوزه على الملعب المالي في النهائي الذي لعب في العاصمة أكرا في غانا.

## الفرق المشاركة
- أوريكس دوالا
- الملعب المالي
- نادي الأوليمبي
- أمل سان لويس
- نادي فكتوري قطن
- سيلي كلوب كينديا
- أسيك ميموزا
- ريال ريبيبليكانز أكرا

## نظام البطولة
دخل المنافسة 14 ناديا في هذه النسخة الأولى حيث تم تقسيمهم على 4 مجموعات، وبطل كل مجموعة يتأهل مباشرة إلى البطولة النهائية التي ستقام في غانا.

## الدور الأول

### شمال أفريقيا
- البطل:  نادي فكتوري قطن

### وسط أفريقيا
- البطل:  أوريكس دوالا

### غرب أفريقيا A

#### الدور الأول
| المباراة | الفريق 1      | النتيجة | الفريق 2     | الذهاب | الإياب |
| -------- | ------------- | ------- | ------------ | ------ | ------ |
| 1        | الملعب المالي | 5 - 2   | أمل سان لويس | 4 - 1  | 1 - 1  |

#### الدور الثاني
| المباراة | الفريق 1         | النتيجة | الفريق 2      | الذهاب | الإياب |
| -------- | ---------------- | ------- | ------------- | ------ | ------ |
| 1        | سيلي كلوب كينديا | 4 - 4   | الملعب المالي | 4 - 2  | 2 - 0  |

بعد التعادل في مجموع المبارتين تمت إعادة المبارة
| الفريق 1      | النتيجة | الفريق 2         |
| ------------- | ------- | ---------------- |
| الملعب المالي | 3 - 2   | سيلي كلوب كينديا |

#### الدور الثالث
| المباراة | الفريق 1      | النتيجة | الفريق 2     | الذهاب | الإياب |
| -------- | ------------- | ------- | ------------ | ------ | ------ |
| 1        | الملعب المالي | 9 - 7   | أسيك ميموساس | 4 - 4  | 6 - 4  |

- البطل:  الملعب المالي

### غرب أفريقيا B
- البطل:  ريال ريبيبليكانز أكرا

## نصف النهائي
| المباراة | الفريق 1      | النتيجة | الفريق 2              |
| -------- | ------------- | ------- | --------------------- |
| 1        | أوريكس دوالا  | 2-1     | ريال ريبيبليكانز أكرا |
| 2        | الملعب المالي | 3-1ل    | نادي فكتوري قطن       |

## النهائي
| الفريق 1     | النتيجة | الفريق 2      |
| ------------ | ------- | ------------- |
| أوريكس دوالا | 2 - 1   | الملعب المالي |

## وصلات خارجية
- نسخة 1964 على rsssd.com